# Specie di Galeopsis
Elenco delle specie di Galeopsis:

## Elenco specie
- Galeopsis angustifolia Ehrh. ex Hoffm., 1795

- subsp. angustifolia
- subsp. carpetana (Willk.) Laínz, 1963

- Galeopsis bifida Boenn., 1824
- Galeopsis ladanum L., 1753
- Galeopsis nana Otsch., 1991
- Galeopsis pubescens Besser, 1809
- Galeopsis pyrenaica Bartl., 1848
- Galeopsis reuteri Rchb.f., 1856
- Galeopsis rivas-martinezii Mateo & M.B.Crespo, 2007
- Galeopsis segetum Neck., 1770
- Galeopsis speciosa Mill., 1768
- Galeopsis tetrahit L., 1753

## Ibridi
- Galeopsis × acuminata Rchb., 1831
- Galeopsis × haussknechtii Ludw., 1877
- Galeopsis × ludwigii Hausskn., 1884
- Galeopsis × polychroma Beck, 1893
- Galeopsis × wirtgenii F.Ludw. ex Briq., 1877

## Alcune specie

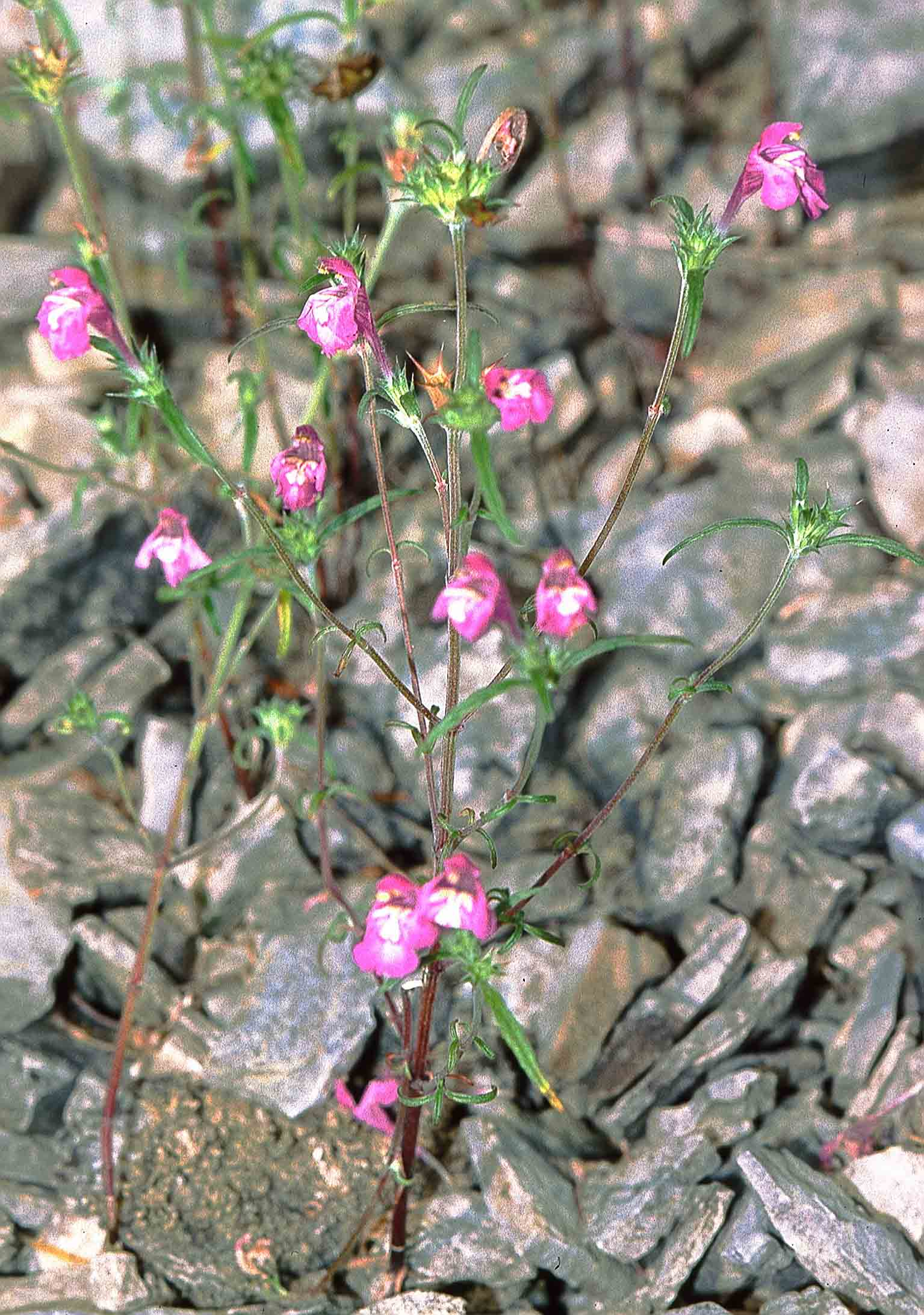
Galeopsis angustifolia
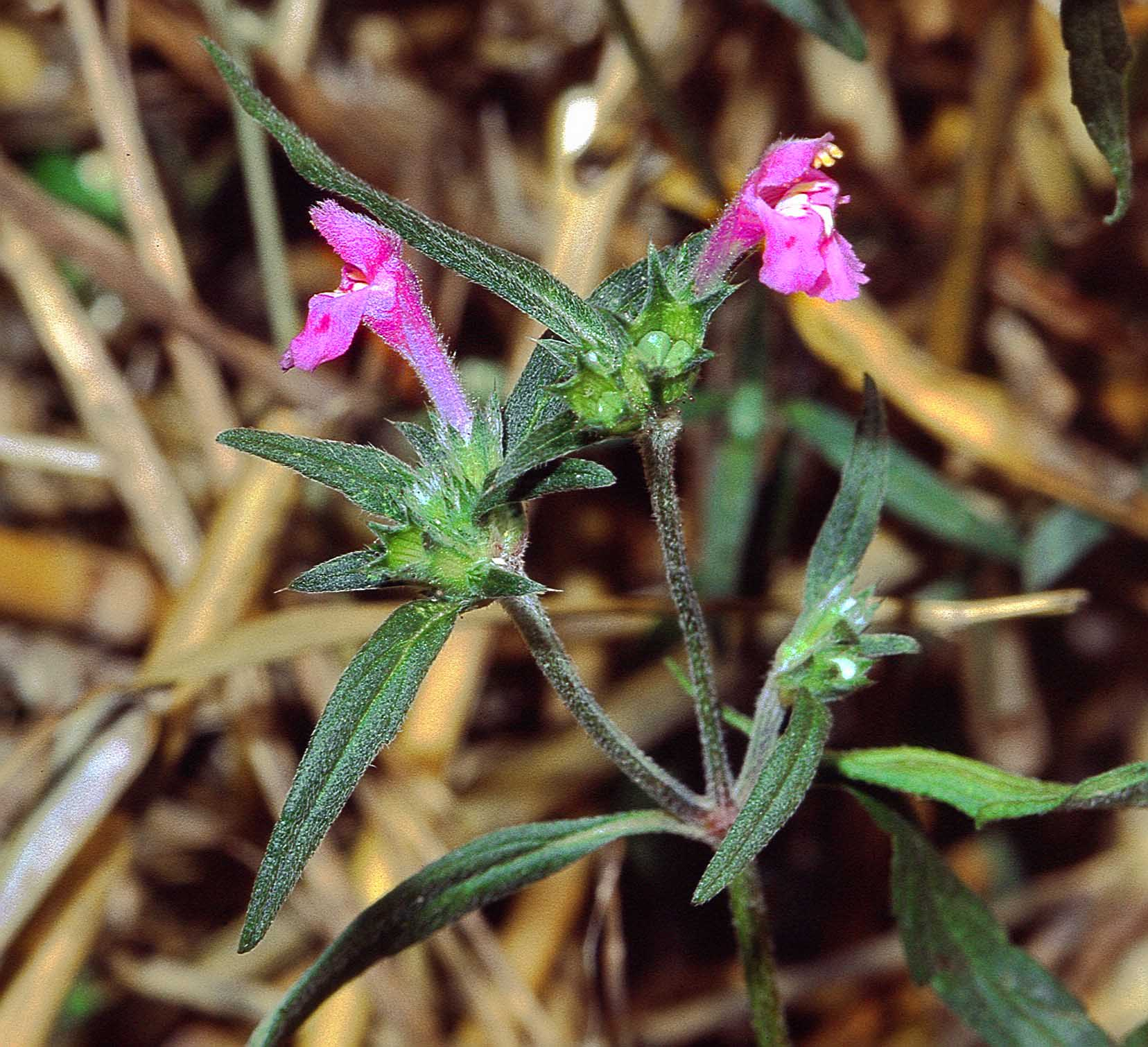
Galeopsis angustifolia
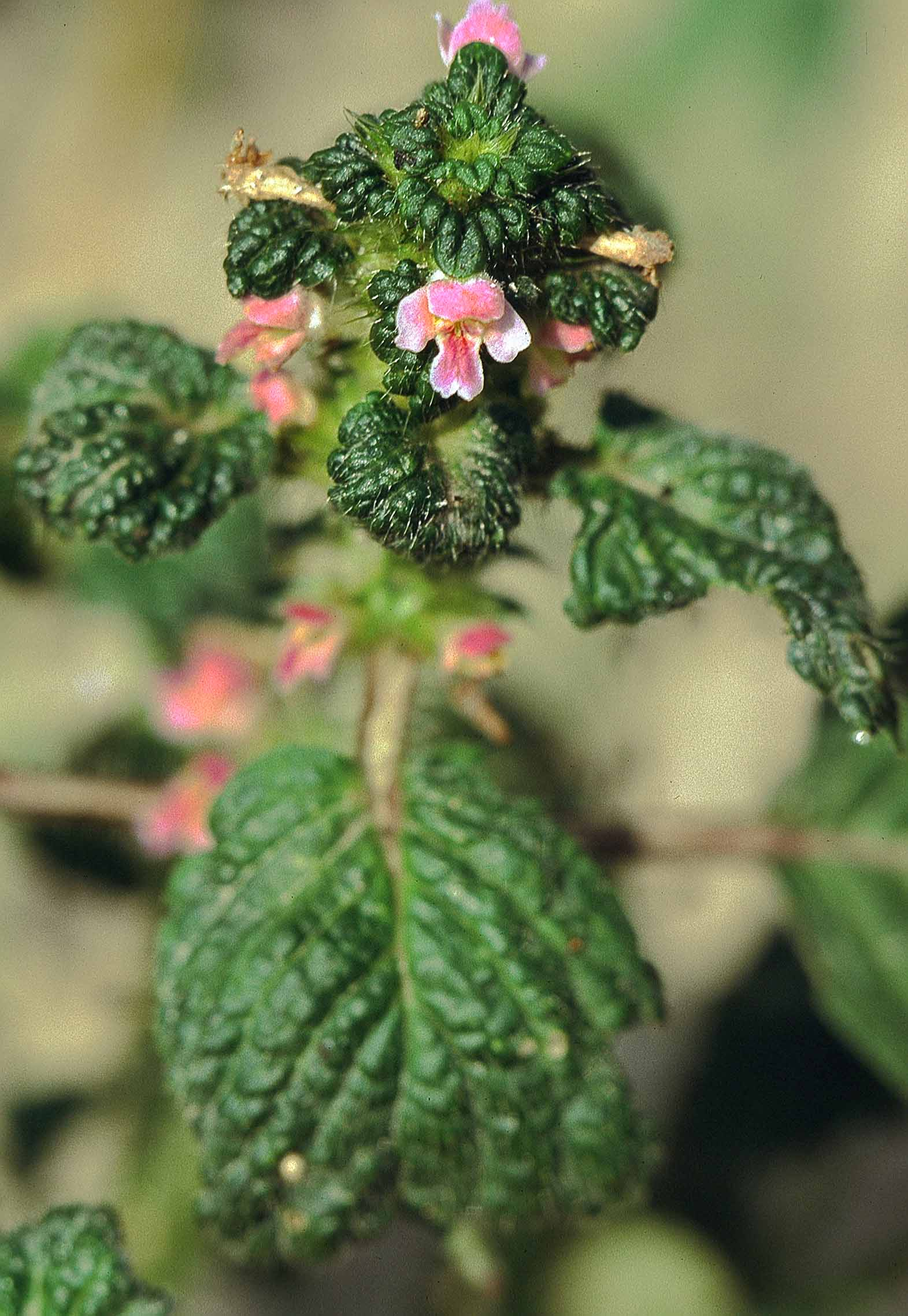
Galeopsis bifida
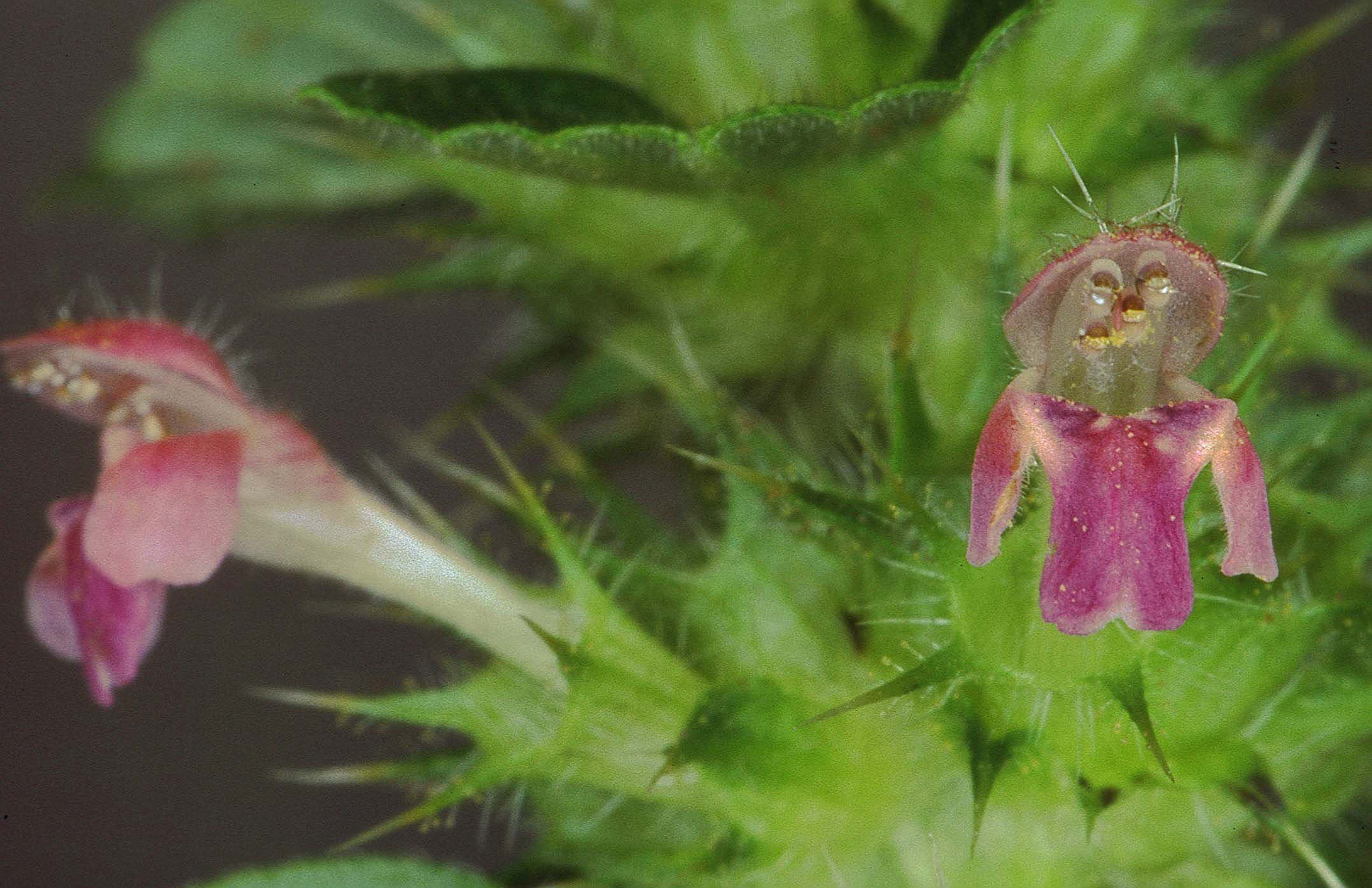
Galeopsis bifida
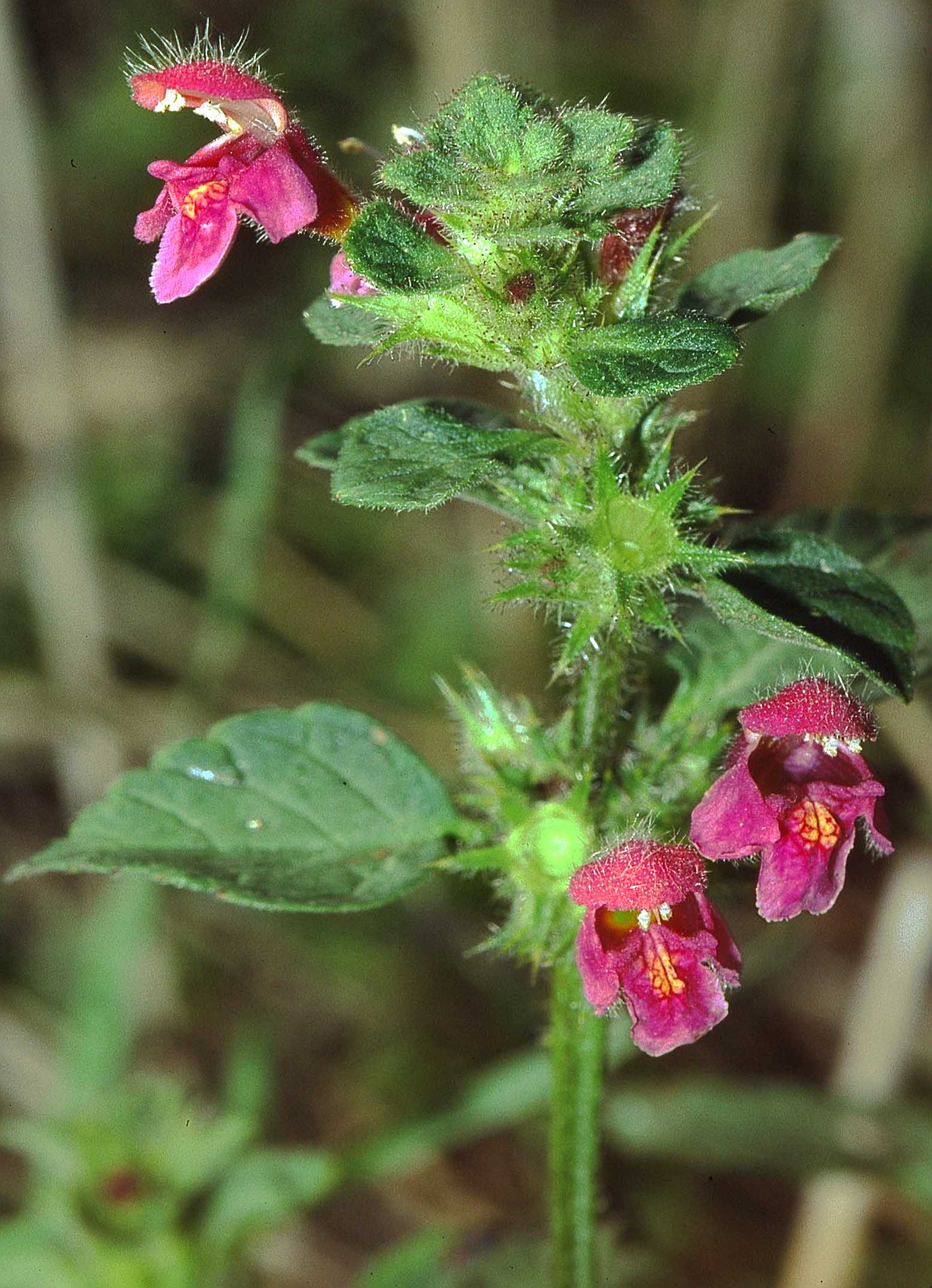
Galeopsis pubescens
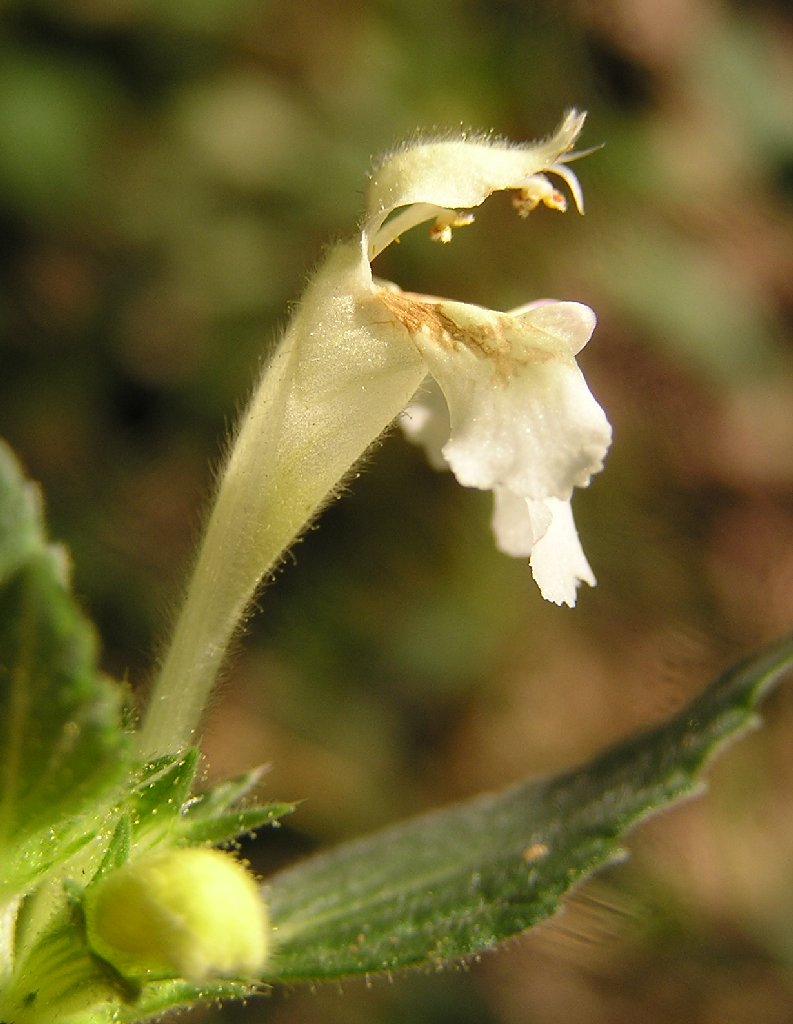
Galeopsis segetum
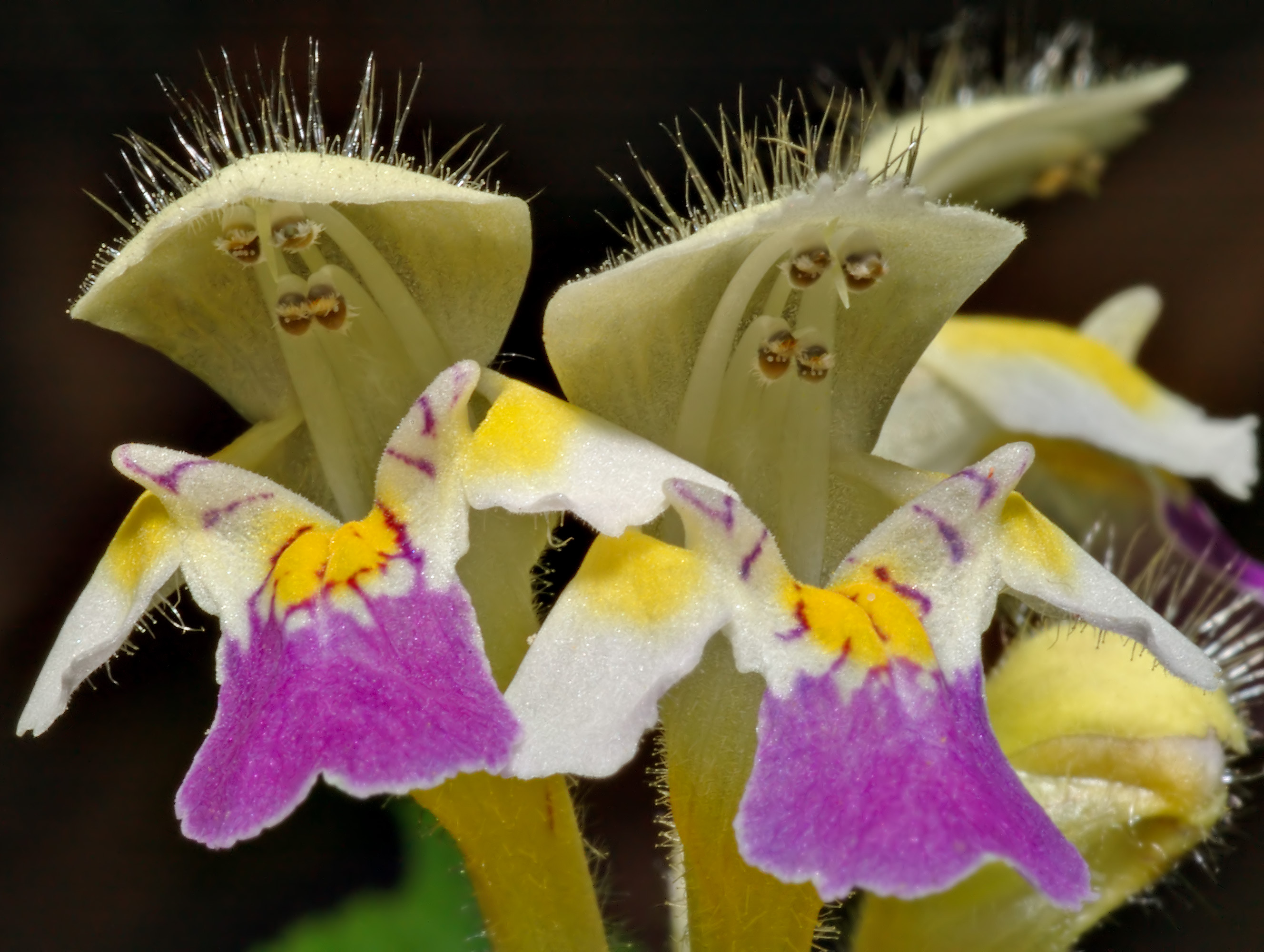
Galeopsis speciosa
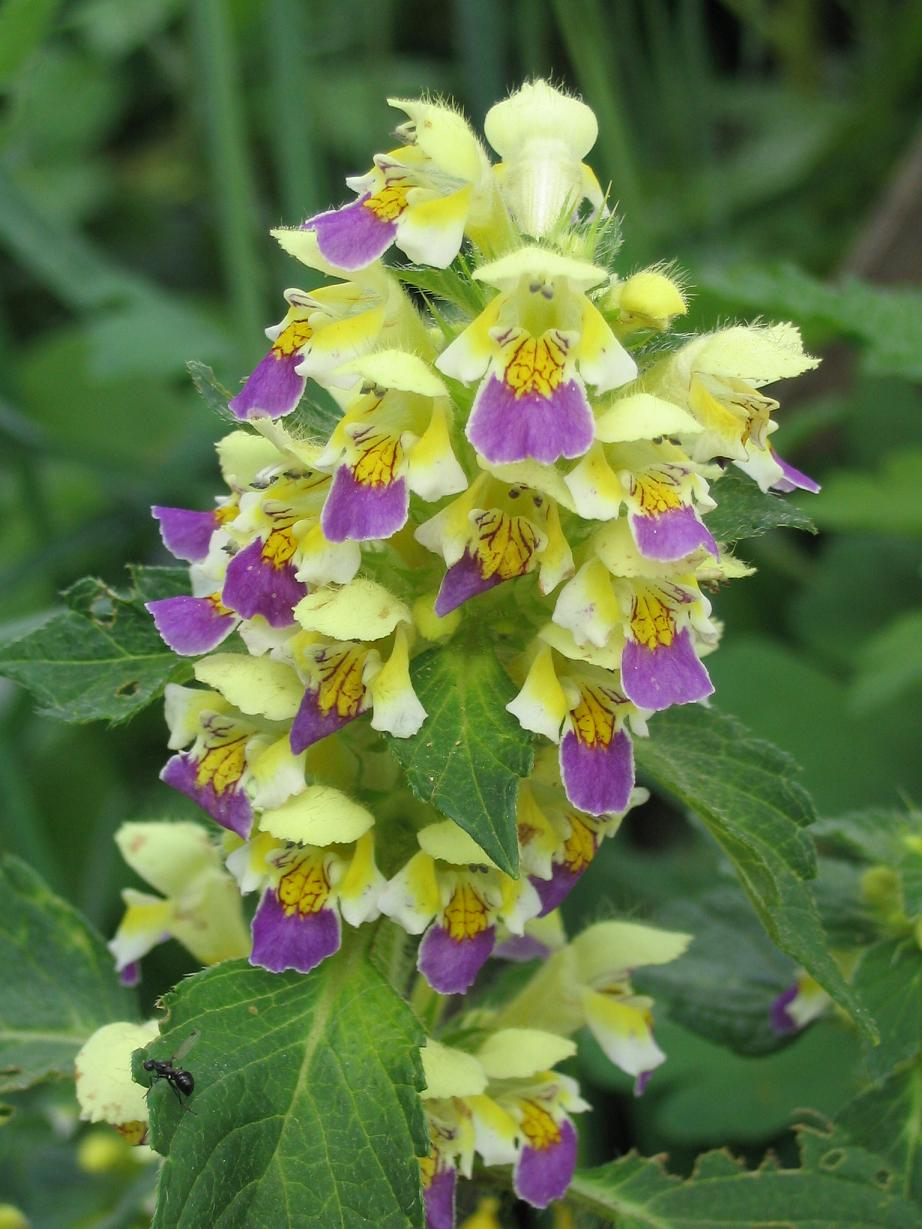
Galeopsis speciosa
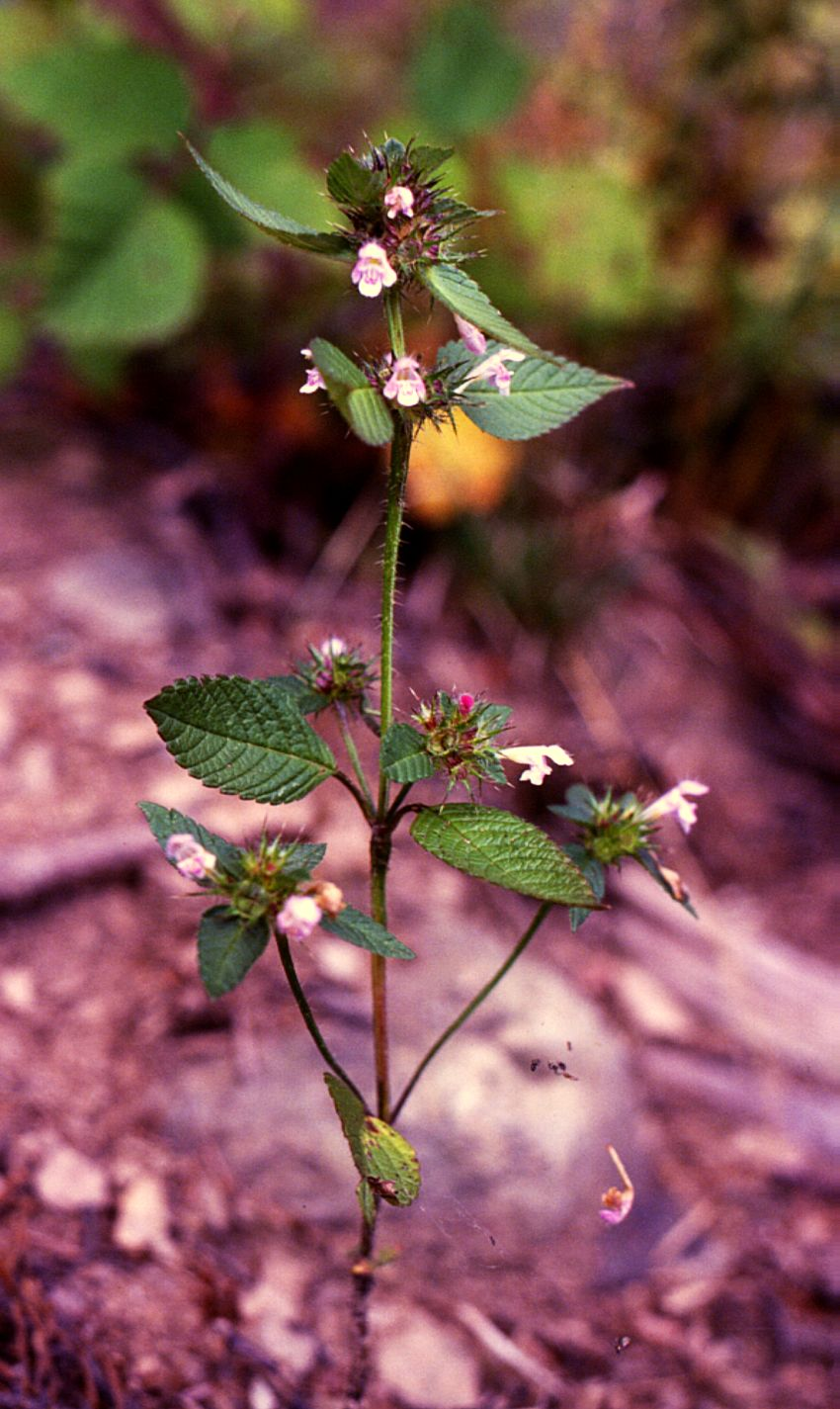
Galeopsis tetrahit
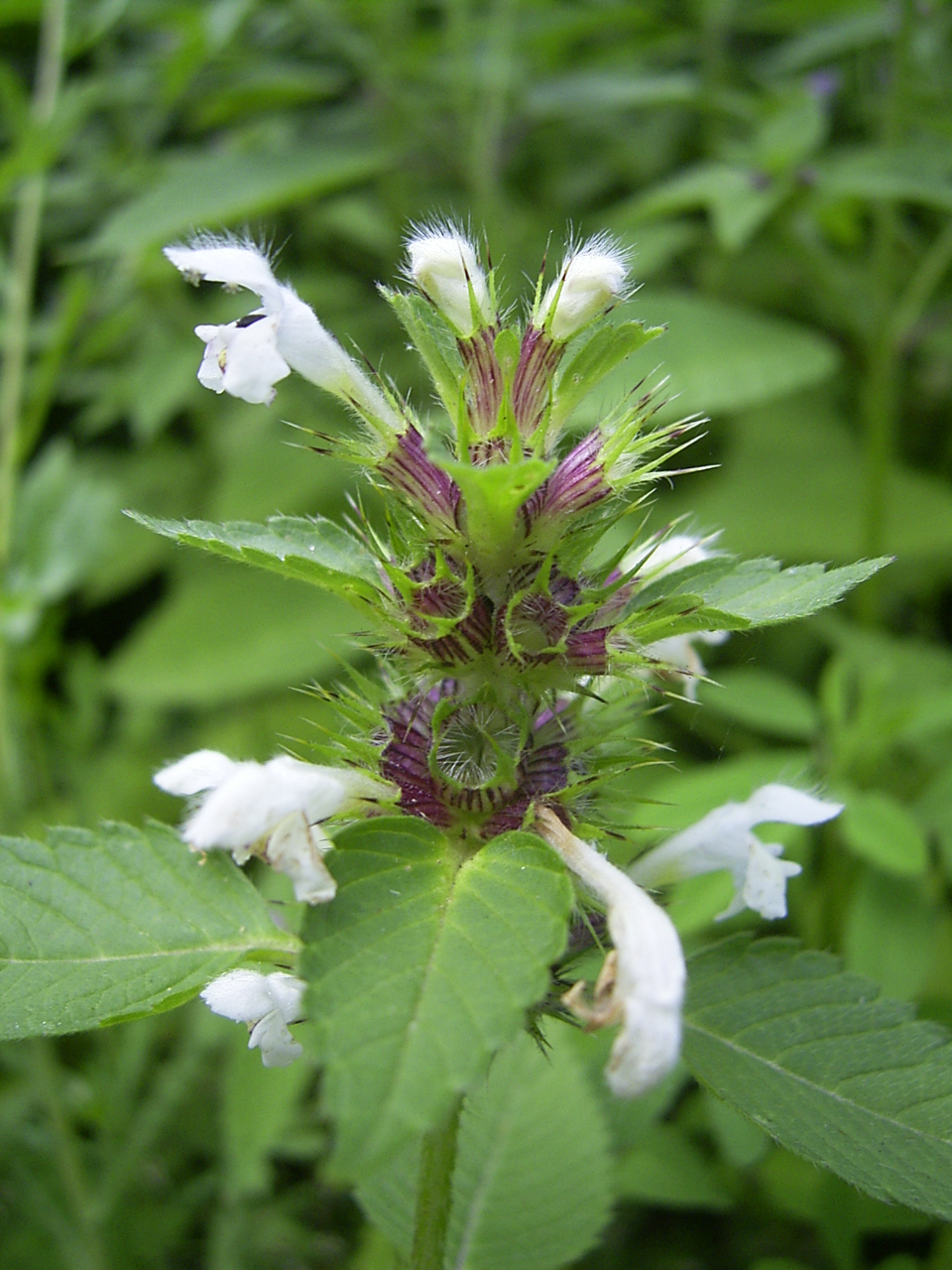
Galeopsis tetrahit
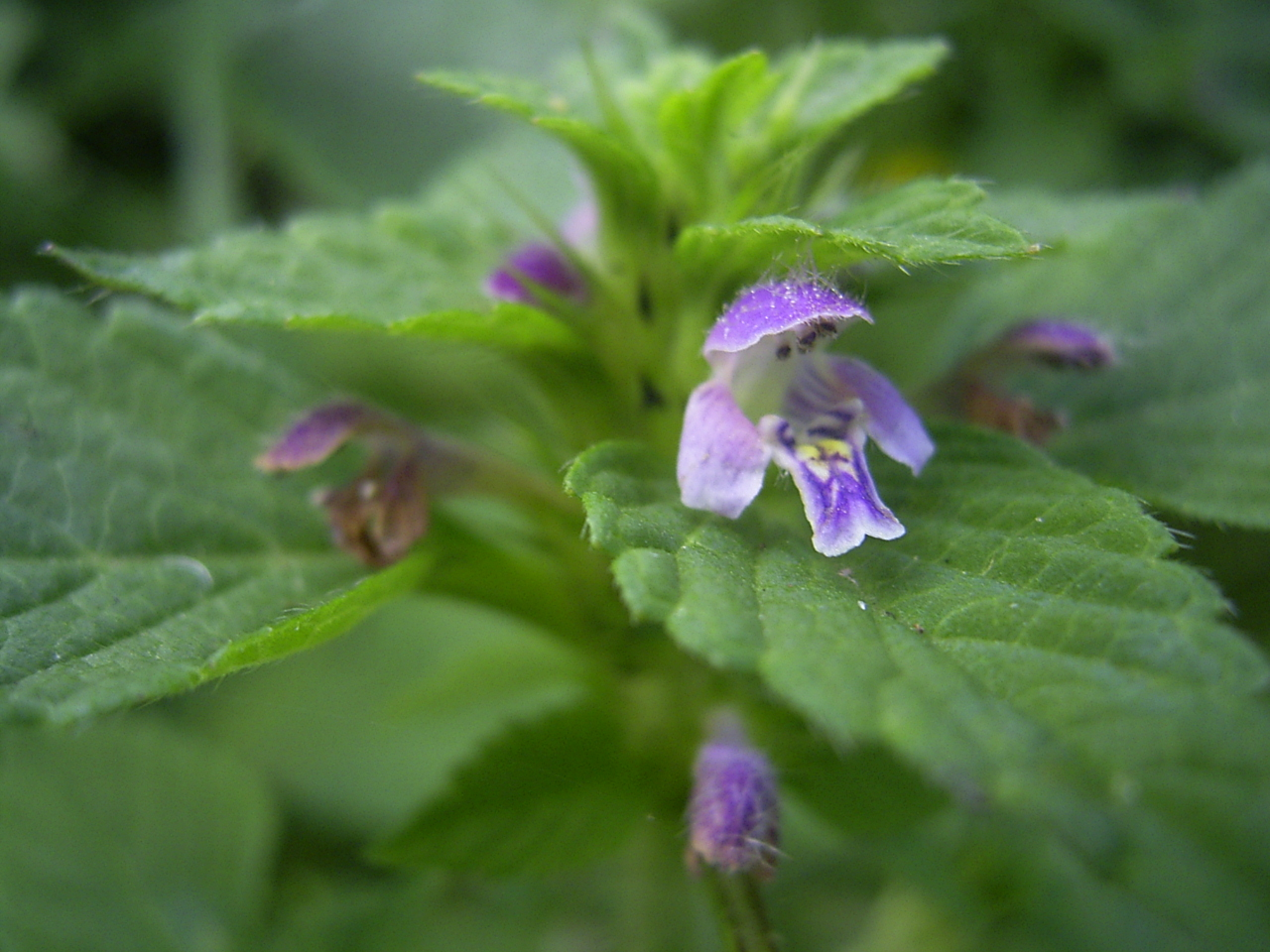
Galeopsis tetrahit